# Gondwanasuchus
Gondwanasuchus es un género extinto de mesoeucrocodilio perteneciente a la familia de los baurusúquidos que vivió durante el Cretácico Superior en lo que ahora es Brasil. Sus restos fósiles, un cráneo con mandíbula, han aparecido en la Formación Adamantina de Brasil. La especie tipo es Gondwanasuchus scabrosus.